# ディズニー・メディア・ネットワーク
ディズニー・メディア・ネットワークス（英: Disney Media Networks）は、アメリカ合衆国のウォルト・ディズニー・カンパニーのかつて存在した主要部門の1つである。

## 概要
ウォルト・ディズニー・カンパニーの4大部門（ウォルト・ディズニー・スタジオ、ディズニー・パークス・エクスペリエンス・プロダクツ、ウォルト・ディズニー・ダイレクト・トゥ・コンシューマー&インターナショナル）の1つであり、売上ではトップの成績を誇る。
主な事業はテレビ放送（ケーブルテレビ）とラジオ放送。ABCテレビに加え21世紀フォックスのテレビ部門だったFXやナショナル ジオグラフィックを傘下にしているウォルト・ディズニー・テレビジョンと、スポーツ専門放送局のESPNを子会社としている。
テレビ放送ではディズニー作品以外でもスター・ウォーズやマーベル、ピクサー関連のアニメーション、ドラマなどを製作・放送をしている。
2020年10月12日に組織再編で閉鎖となった。

## 部門

### ウォルト・ディズニー・テレビジョン
- ディズニー・テレビジョン・スタジオ、ABC エンターテインメント
  - ディズニー・テレビジョン・スタジオ
    - 20世紀フォックステレビジョン
      - 20th テレビジョン
      - フォックス・テレビジョン・アニメーション

    - ABCスタジオ
      - ABCシグニチャー・スタジオ

    - フォックス21 テレビジョン・スタジオ

  - ABCエンターテインメント
    - ABC

  - ABCファミリー・ワールドワイド
    - フリーフォーム

  - ABCオウンド・テレビジョン・ステーションズ
  - Hulu・スクリプト・オリジナル・チーム
- ABCニュース
  - ABC Audio (2014) 以前は ABC Radio
- ディズニー・ブランデッド・テレビジョン（米国）
  - ディズニー・チャンネル
  - ディズニージュニア
  - ディズニーXD
  - ラジオ・ディズニー
  - ディズニー・テレビジョン・アニメーション
  - It's a Laugh Productions
- FX Networks
  - FX
  - FXX
  - FX Movie Channel
  - FX Entertainment
    - FX Productions
- National Geographic Networks (73%)
  - ナショナル ジオグラフィック
  - ナショジオ ワイルド
  - Nat Geo Mundo

### ESPN
80％の株式保有; ハースト コミュニケーションズが20％所有
- ESPN（ウォルト・ディズニー社傘下のスポーツ専門チャンネル）
  - ESPN2（姉妹チャンネル）
  - ESPN3
  - ESPNU
  - ESPN on ABC

### A+Eネットワークス
50％の株式保有; ハースト コミュニケーションズとの合弁事業
- A+Eネットワークス

### 広告・配給
- ディズニー・メディア・ディストリビューション
  - ディズニー-ABCドメスティック・テレビジョン
  - ウォルト・ディズニー・スタジオ・ホーム・エンターテイメント
  - 20世紀スタジオ ホーム エンターテイメント